# Hestesporvognen ("Hønen") gennem Nørregade
Hestesporvognen ("Hønen") gennem Nørregade er en film fra 1913 med ukendt instruktør. I filmen ses en hestesporvogn fra Københavns Sporveje på Gammeltorv.
De fleste andre sporvognslinjer i København var blevet elektrificeret omkring århundredeskiftet, men linje 11 ad Vendersgade og Nørregade, populært kaldet "Hønen", fik som en enlig undtagelse lov at overleve indtil 14. juni 1915. En hestesporvogn som den i filmen er bevaret af Sporvejsmuseet Skjoldenæsholm, der kører med den på udvalgte åbningsdage.

## Handling
En hestesporvogn kommer kørende fra Nørregade og ind på Gammeltorv, mens nogle fodgængere og cyklister ses i baggrunden. På Gammeltorv har linjen endestation, og kusken trækker hesten om til den modsatte enden af sporvognen og spænder den for. Derefter kører sporvognen igen. Under opholdet ses en del fodgængere og et par køretøjer ved Nygade.